# Dolní Dvůr
Dolní Dvůr (deutsch Niederhof) ist eine Gemeinde mit 244 Einwohnern  (1. Januar 2008) in Tschechien. Der früher bedeutsame Bergbauort liegt 4 km nordöstlich von Vrchlabí an der Einmündung des Kotelský potok (Kesselbach) in den Klinový potok (Keilbach), der hier die Kleine Elbe bildet, direkt am Fuße des Riesengebirges.
Der 641 m n.m. hoch gelegene Ort befindet sich am Rande des Naturparks Krkonoše und gehört dem Okres Trutnov an.

## Geschichte

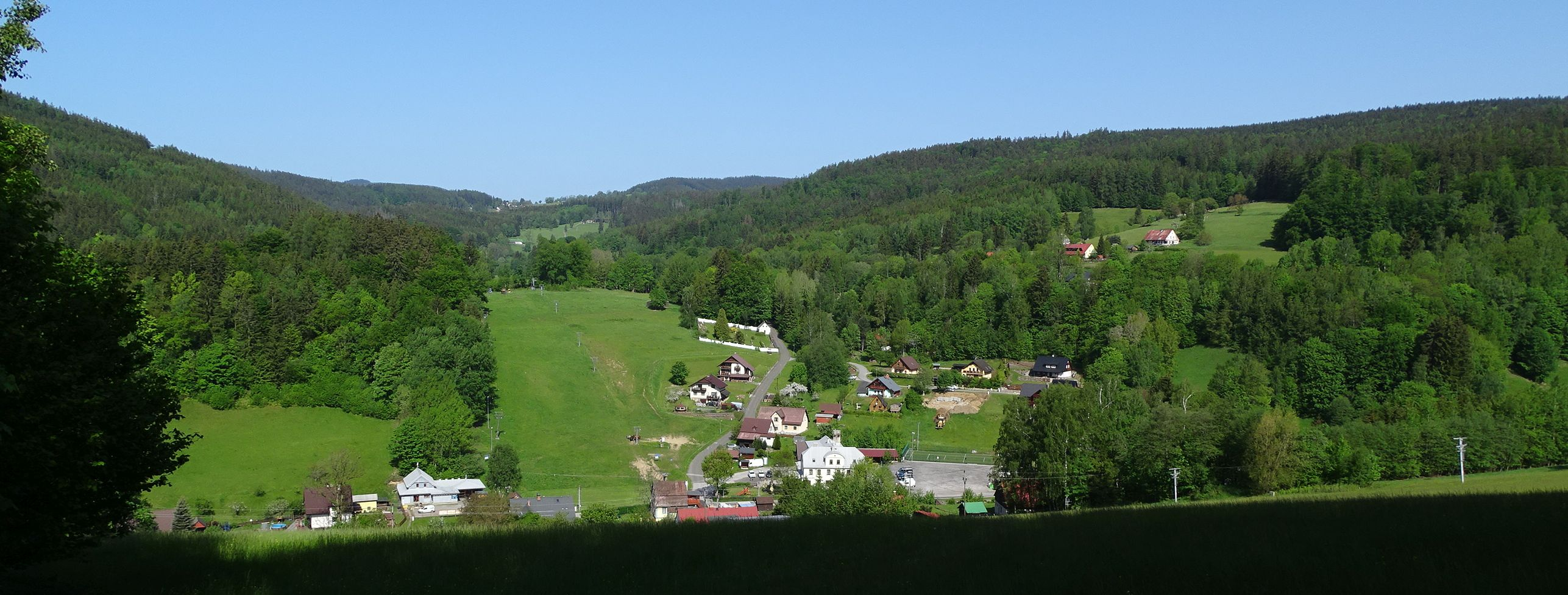
Dolní Dvůr

Das Gebiet südlich des Riesengebirges wurde im 13. Jahrhundert unter Přemysl Ottokar II. durch deutsche Siedler besiedelt. 1530 kaufte der böhmische Berghauptmann Christoph von Gendorf die Dörfer Langenau, Hohenelbe und Neudorf (Nová Ves) und begründete die Herrschaft Hohenelbe. Nach und nach erwarb Gendorf weitere Fluren aus königlichem Besitz, darunter 1547 den Langenauer Hammer.
Der seit 1539 nachweisliche Niedere Hof wurde zum Zentrum des Eisen- und Silberbergbaugebietes von Hohenelbe. Seit 1601 war Niederhof, das zuvor zu Langenau gehört hatte, ein selbständiger und bedeutender Bergort mit Hütten und Hämmern. Im gleichen Jahr wurde ein eigenes Bergbuch angelegt. Nach der Schlacht am Weißen Berg wurde der Besitz Wilhelms von Stropschitz, darunter Niederhof, konfisziert; neuer Besitzer wurde 1624 Albrecht von Waldstein, der am 19. Juli 1625 seine Bergordnung für Hohenelbe erließ. Nach dessen Ermordung wurde Rudolf Freiherr von Morzin neuer Besitzer von Niederhof; er setzte die Rekatholisierung der Bewohner durch.
Nach dem Aussterben der Morzin ging Niederhof 1881 an die Grafen Černín z Chudenic über, die die Herrschaft 1919 an die Erste Republik verkauften. Zum Ortsgebiet von Niederhof gehörten mehrere Riesengebirgsbauden und -gehöfte.
Die Einwohner von Niederhof waren fast ausschließlich Deutsche. 1798 lebten hier 896 Menschen, 1828 waren es 1.355. Seine größte Blüte erlebte das Dorf, das Pfarrort war, in der Mitte des 19. Jahrhunderts; 1850 betrug die Einwohnerzahl sogar 2.734, die sich jedoch bis 1901 wieder auf 1.301 halbierte. Bis 1918 gehörte die Gemeinde zum Bezirk Hohenelbe.
Nach dem Ende des Zweiten Weltkrieges und der Vertreibung sank diese nochmals deutlich. 1947 lebten in Dolní Dvůr, wie der Ort nun in seiner wörtliche Übersetzung ins Tschechische hieß, 328 Menschen. 1961 waren es 347.
Der Ort am Westhang des 1.024 m hohen Jelení vrch (Bönischberg) und des benachbarten Tetřeví vrch (Pommersberg, 964 m) lebt heute vor allem vom Tourismus und ist ein Wintersportort mit zwei Skiliften. Im Ortszentrum befindet sich die 1802 erbaute Josefikirche, deren Orgel im Jahre 2001 mit Mitteln des deutsch-tschechischen Zukunftsfonds anlässlich des 400. Ortsjubiläums saniert wurde.
Auf den Gemeindefluren liegen die Bauden Tetřeví (Auerwiesbauden), Hanapetrova paseka (Hanapetershau), Vápenice (Kalkkoppe), Kotelní boudy (Kesselbauden), Godrovy domky (Goderhäuser), Zvonička (Am Plan), Zlaté návrší (Goldhöhe) sowie die einzelnen Häuser in den Täler Rudolfov (Rudolfstal) und Luisino Údolí (Louisenthal).